# Lanius souzae
L’averla di Souza o averla del miombo (Lanius souzae Barboza du Bocage, 1878) è un uccello passeriforme della famiglia Laniidae.

## Etimologia
Il nome scientifico della specie, souzae, rappresenta un omaggio allo zoologo portoghese José Augusto de Sousa.

## Descrizione

### Dimensioni
Misura 17-18 cm di lunghezza, per un peso di 21-30 g.

### Aspetto

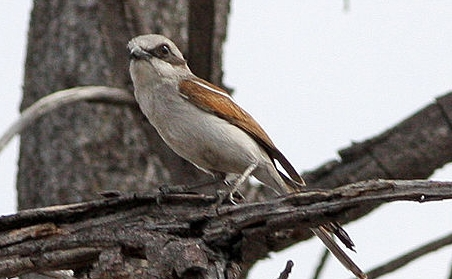
Maschio in natura.

Si tratta di uccelli dall'aspetto robusto e massiccio, caratterizzati da una grossa testa ovale e allungata con becco forte e uncinato piuttosto lungo, forti zampe piuttosto corte, ali arrotondate e coda lunga e sottile dall'estremità squadrata.
Il piumaggio si presenta di colore grigio topo sulla calotta (fronte, vertice e nuca), che sfuma nel bruno-nocciola sul dorso ed è di quest'ultimo colore anche su ali e coda, con presenza di specchio alare di color bianco panna fra copritrici e remiganti: di colore bianco sono inoltre gola, petto, ventre e fianchi, queste ultime due parti sfumate di grigio cenere, oltre che il sottocoda. Dai lati del becco parte una banda nera che raggiunge gli occhi e le orecchie e si congiunge alle guance (anch'esse nere), formando una mascherina facciale che è sormontata superiormente in tutta la sua lunghezza da un sottile sopracciglio di colore bianco candido.

È presente dimorfismo sessuale: le femmine presentano colorazione in generale meno brillante, con area ventrale sfumata di grigio su petto e ventre e di beige sulla gola.
Il becco è nerastro, le zampe sono di colore bruno-nerastro e gli occhi sono di colore bruno scuro.

## Biologia
L'averla di Souza è un uccello dalle abitudini di vita diurne, che vive da solo o in coppie e che si dimostra piuttosto timido rispetto a molte altre specie di averla, pur condividendo molti dei suoi comportamenti con esse (ad esempio l'abitudine di posizionarsi su posatoi in evidenza per poter osservare il proprio territorio sia allo scopo di avvistare e scacciare degli intrusi conspecifici che di trovare eventuali prede).
I richiami di questi uccelli sono costituiti da suoni fischianti e ciacolanti, che divengono più alti ed aspri in caso di parate territoriali: si tratta comunque di uccelli piuttosto silenti.

### Alimentazione
Sebbene l'alimentazione dell'averla di Souza sia piuttosto poco conosciuta, molto verosimilmente si tratta di uccelli essenzialmente insettivori, che predano grossi insetti ed altri invertebrati (ad esempio sono stati osservati mentre si cibavano di ragni) calando su di loro dall'alto da posatoi in posizione privilegiata, cacciando occasionalmente anche piccoli vertebrati. 

### Riproduzione
La stagione riproduttiva va da settembre a dicembre: si tratta di uccelli monogami, nei quali i due partner collaborano nella costruzione del nido (una semplice struttura a coppa costruita intrecciando rametti e fibre vegetali fra i rami di un albero o di un cespuglio), nella cova delle 3-6 uova (con la femmina che si occupa materialmente dell'incubazione, mentre il maschio la imbecca e tiene d'occhio i dintorni) e nell'allevamento della prole. Si pensa che in quest'ultima attività le coppie riproduttrici possano venire coadiuvate da uno o più aiutanti, generalmente giovani non ancora riproduttivi di covate precedenti.

## Distribuzione e habitat

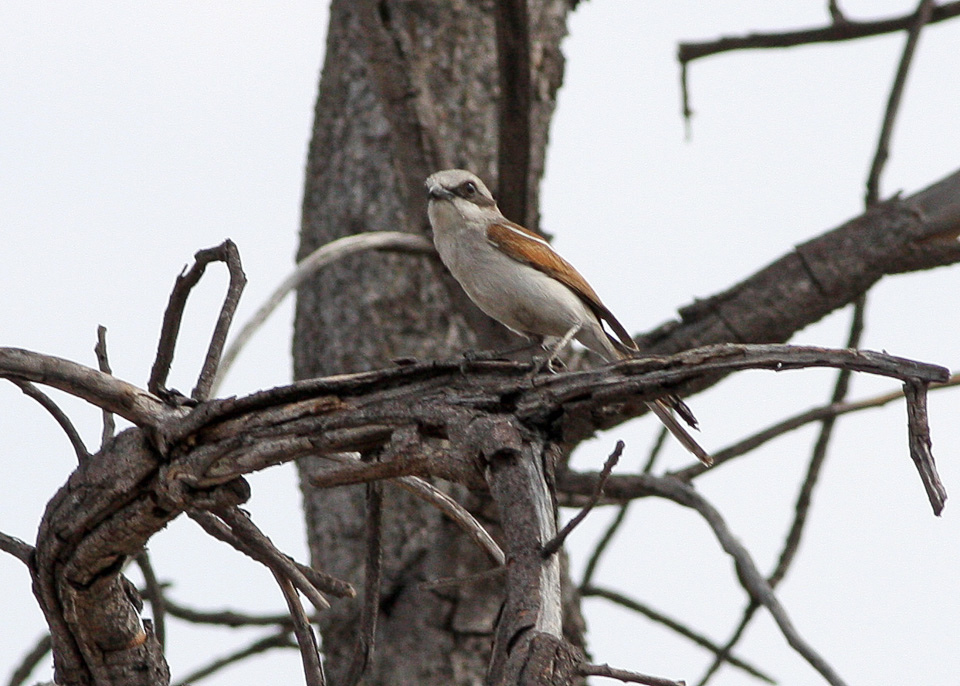
Maschio nei pressi di Rundu.

L'averla di Souza è diffusa in Africa, dove occupa un areale che si estende dall'Angola centrale alle sponde occidentali e sudorientali del Lago Malawi attraverso il Katanga, lo Zambia, la Tanzania sud-occidentale, il Malawi ed il Mozambico centro-occidentale: in maniera più frammentata e discontinua, questi uccelli sono inoltre diffusi in Namibia (nell'estremo nord e nel dito di Caprivi), nel nord del Botswana (parco nazionale del Chobe), nell'area di confine fra Gabon orientale e Repubblica del Congo centro-occidentale e nell'area di confine fra Tanzania nord-occidentale, Ruanda e Burundi.
L'habitat di questi uccelli è rappresentato dal limitare delle macchie alberate nella savana e nel miombo: l'averla di Souza colonizza inoltre senza problemi le aree antropizzate, popolando giardini e parchi alberati ed aree coltivate o adibite al pascolo.

## Tassonomia
Se ne riconoscono tre sottospecie:
- Lanius souzae souzae Barboza du Bocage, 1878 - la sottospecie nominale, diffusa nel nord-ovest dell'areale occupato dalla specie, dal Gabon al nord-est dell'Angola;
- Lanius souzae tacitus Clancey, 1970 - diffusa nel nordest dell'areale occupato dalla specie (Tanzania, Ruanda e Burundi);
- Lanius souzae burigi Chapin, 1950 - diffusa nella maggior parte dell'areale occupato dalla specie;